# Tony Woodcock (football)
Pour les articles homonymes, voir Tony Woodcock.
Tony Woodcock, né le 6 décembre 1955 à Eastwood (Angleterre), est un footballeur anglais, qui évoluait au poste d'attaquant à Nottingham Forest et en équipe d'Angleterre.
Woodcock a marqué seize buts lors de ses quarante-deux sélections avec l'équipe d'Angleterre entre 1978 et 1986.

## Carrière
- 1973-1976 : Nottingham Forest
- 1976 : Lincoln City
- 1976-1977 : Nottingham Forest
- 1977 : Doncaster Rovers
- 1977-1979 : Nottingham Forest
- 1979-1982 : FC Cologne
- 1982-1986 : Arsenal
- 1986-1988 : FC Cologne
- 1988-1990 : SC Fortuna Cologne

## Palmarès

### En équipe nationale
- 42 sélections et 16 buts avec l'équipe d'Angleterre entre 1978 et 1986.

### Avec Nottingham Forest
- Vainqueur de la Ligue des champions de l'UEFA en 1979.
- Vainqueur du Championnat d'Angleterre de football en 1978.
- Vainqueur de la Coupe de la Ligue anglaise de football en 1978 et 1979.
- Vainqueur du Charity Shield en 1978.
- Vice-Champion du Championnat d'Angleterre de football en 1979.

### Avec le FC Cologne
- Vice-Champion du Championnat d'Allemagne de football en 1982.
- Finaliste de la Coupe d'Allemagne de football en 1980.